# Губернатор Каймановых Островов
Губернатор Каймановых Островов (англ. Governor of the Cayman Islands) — представитель британского монарха в заморской территории Великобритании — Каймановых Островах. Губернатор, обычно являющийся постоянно проживающим в Великобриатнии британским подданным, назначается монархом из числа сотрудников Форин-офиса по совету правительства. Роль губернатора — действовать как фактический глава государства; он отвечает за назначение премьер-министра, являющегося лидером партии парламентского большинства.
Джейн Оуэн — губернатор Каймановых Островов с 21 апреля 2023 года.
У губернатора есть собственный флаг, представляющий собой Юнион Джек, изменённый гербом территории. Официальной резиденцией губернатора является Дом правительства на пляже Севен-Майл-Бич, Большой Кайман.

## История
До 1962 года Каймановы Острова управлялись как зависимая территория Ямайки. Когда Ямайка получила независимость, острова были отделены и стали отдельной коронной колонией. В 1959 году на острова был назначен администратор. После 1971 года британское правительство стало назначать губернатора. В 2013 году Хелен Килпатрик стала первой женщиной-губернатором Каймановых Островов. В 2023 году Джейн Оуэн стала второй женщиной-губернатором.